# Henri Ansiau

Henri Ansiau (1858)

Henri Augustin Joseph Ansiau (Bergen, 17 mei 1810 - Casteau, 28 oktober 1879) was een Belgische liberaal volksvertegenwoordiger en burgemeester. 

## Levensloop
Ansiau was een zoon van brouwer Albert Ansiau (1779-1839) en van Julie Jouveneau. Hij trouwde met Aimée Cordier de Roucourt. Hij studeerde rechten aan de Universiteit van Luik en aan de Sorbonne in Parijs. Hij werd landbouwdeskundige.
Vanaf 1835 was hij gemeenteraadslid van Casteau en van 1847 tot aan zijn dood was hij er burgemeester.
Hij werd in 1835, pas 25, een paar maanden liberaal volksvertegenwoordiger voor het arrondissement Zinnik. Zijn verkiezing werd geannuleerd vanwege een fout. Er waren meer dan 400 kiezers en ze hadden daarom in verschillende secties moeten onderverdeeld zijn, wat niet was gebeurd. Hij werd in 1848 opnieuw verkozen voor hetzelfde arrondissement, om ditmaal het mandaat te vervullen tot in 1874.
Ansiau was beheerder van:
- Chemin de Fer du Centre,
- Explotation de la Tourbe,
- Chemin de fer de Braine-le-Comte à Courtrai,
- het discontokantoor van de Nationale Bank in Zinnik.

Hij werd in 1856 ridder in de Leopoldsorde. Zijn zoon, Albert Ansiau, werd arrondissementscommissaris voor Zinnik.
Ansiau viel van zijn paard en overleed aan zijn verwondingen.